# Liên hoan phim quốc tế Thành phố Hồ Chí Minh
Liên hoan phim quốc tế Thành phố Hồ Chí Minh (tiếng Anh: Ho Chi Minh City International Film Festival, viết tắt: HIFF) là một liên hoan phim lớn tại Việt Nam được tổ chức lần đầu tiên vào năm 2024 do Ủy ban nhân dân Thành phố Hồ Chí Minh đứng ra tổ chức dưới sự hướng dẫn, tư vấn và phối hợp của Cục Điện ảnh Việt Nam, Đài Truyền hình Thành phố Hồ Chí Minh, Hội Điện ảnh Thành phố Hồ Chí Minh, Trung tâm Ca nhạc nhẹ Thành phố Hồ Chí Minh và VIETFEST.

## Lịch sử

### Thành lập
Liên hoan phim quốc tế Thành phố Hồ Chí Minh ban đầu đã được dự kiến thành lập từ những năm 2006 – 2007 do Hội Điện ảnh Việt Nam đề xuất. Sau đó, sự kiện cũng đã được lên kế hoạch bao gồm logo với sự góp mặt của hai người dẫn chương trình trong liên hoan phim đầu tiên lần lượt là Phước Sang cùng Quyền Linh, và được sự cho phép của Ủy ban nhân dân Thành phố Hồ Chí Minh. Tuy nhiên, khi xin phép Bộ Văn hóa, Thể thao và Du lịch thì phía đơn vị này trả lời "một Liên hoan phim quốc tế không thuộc thẩm quyền của một hội chính trị xã hội nghề nghiệp (được)" nên việc tổ chức vào lúc đó đã không được diễn ra.
Đến năm 2023, khi Luật Điện ảnh được sửa đổi cho phép các địa phương được tổ chức liên hoan phim, tuần lễ phim với điều kiện không được trùng lặp với Liên hoan phim Việt Nam và Liên hoan phim quốc tế Hà Nội. Sau khi Luật Điện ảnh thông qua, kế hoạch tổ chức Liên hoan phim đã được Sở Văn hóa và Thể thao Thành phố chuẩn bị. Đến ngày 19 tháng 9 năm 2023, Hội đồng nhân dân Thành phố Hồ Chí Minh chính thức thông qua nghị quyết bao gồm nội dung chi và mức chi từ ngân sách nhà nước cho Liên hoan phim. Liên hoan phim do Ủy ban nhân dân Thành phố Hồ Chí Minh tổ chức, với sự tư vấn và phối hợp của Cục Điện ảnh Việt Nam, Đài Truyền hình Thành phố Hồ Chí Minh, Hội Điện ảnh Thành phố Hồ Chí Minh, Trung tâm Ca nhạc nhẹ Thành phố Hồ Chí Minh và VIETFEST.

### Phát triển

#### Lần thứ 1

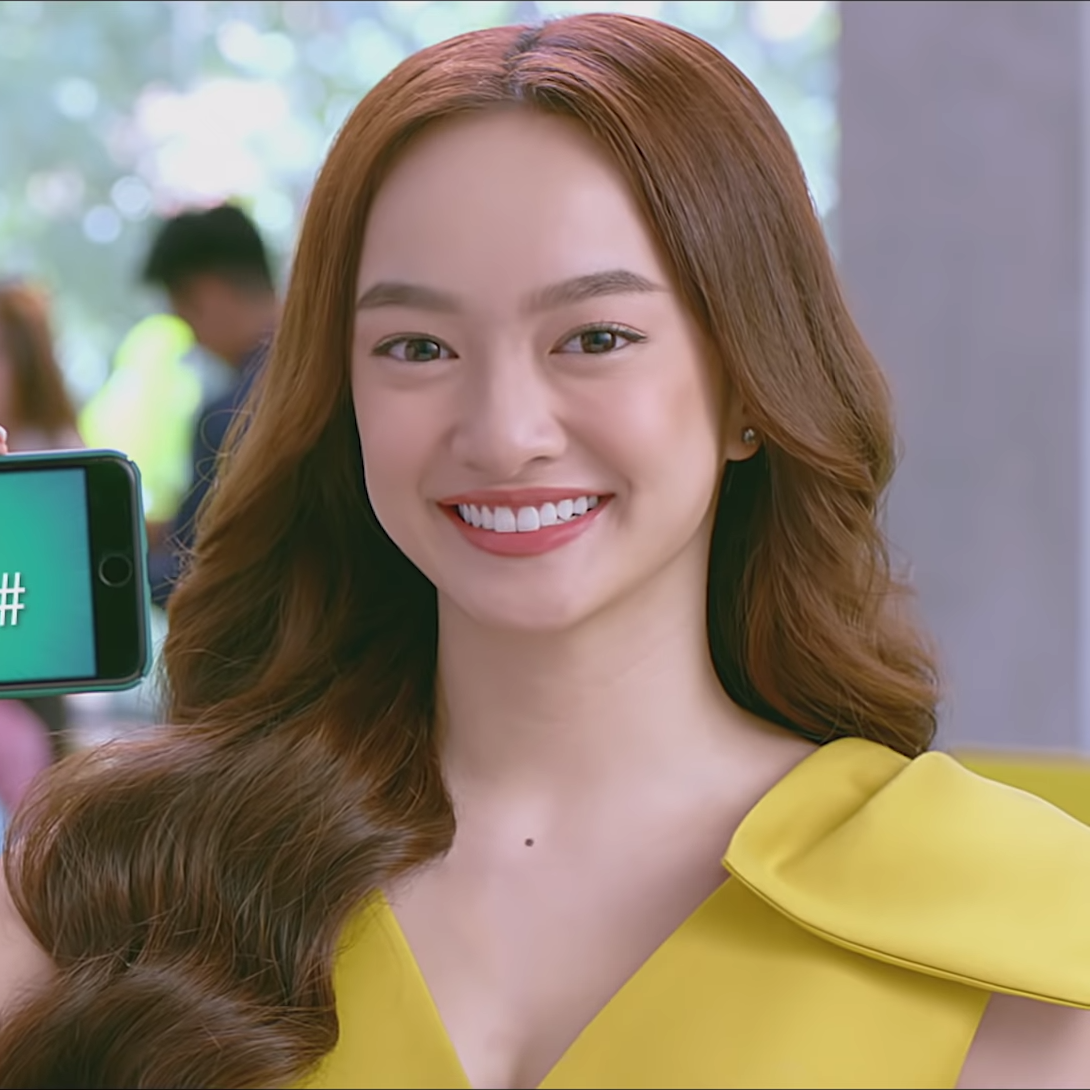
Kaity Nguyễn, nữ diễn viên sinh ra tại Thành phố Hồ Chí Minh được lựa chọn làm gương mặt đại diện.

Liên hoan phim quốc tế Thành phố Hồ Chí Minh lần thứ nhất sẽ có tổng cộng 5 hạng mục tranh giải chính cùng các giải thưởng khác. Ngoài ra sẽ có thêm hạng mục "Phim về đề tài Thành phố Hồ Chí Minh hay nhất". Các hạng mục tranh giải bao gồm: Phim đầu tay hoặc thứ hai; Phim ngắn và Phim Đông Nam Á. Ngoài lễ khai mạc và lễ trao giải LHP được tổ chức tại Nhà hát Thành phố Hồ Chí Minh, còn có triển lãm công nghiệp nội dung và công nghiệp điện ảnh ở phố đi bộ Nguyễn Huệ, hội thảo, giao lưu, cine show,... trong thời gian diễn ra Liên hoan phim. Thời gian diễn ra Liên hoan phim sẽ kéo dài từ ngày 6 tháng 4 đến ngày 13 tháng 4 năm 2024. HIFF lần thứ nhất có sự tham gia của cố vấn danh dự Kim Dong Ho – người sáng lập kiêm chủ tịch Liên hoan phim quốc tế Busan; Jeremy Segay – tùy nghe viên khu vực Đông Nam Á của đại sứ quán Pháp; Jay Choi – cựu giám đốc Warner Bros. Hàn Quốc; Choi Jae-won – CEO Anthology Studio; Trần Luân Kim – Nguyên Chủ tịch Hội Điện ảnh Việt Nam cùng các đạo diễn Phan Đăng Di, Charlie Nguyễn, nhà phê bình Lê Hồng Lâm,...
Kaity Nguyễn được lựa chọn làm gương mặt đại diện cho Liên hoan phim lần thứ nhất cùng với 14 đại sứ bao gồm NSND Trà Giang, NSND Kim Cương, NSND Đào Bá Sơn, NSND Trịnh Kim Chi, Hồng Ánh, Trương Ngọc Ánh, Quyền Linh, Charlie Nguyễn, Nguyễn Quang Dũng, Lý Hải...

## Chương trình

### Phim khai mạc
| Lần | Phim   | Đạo diễn      | Quốc gia | Nguồn |
| --- | ------ | ------------- | -------- | ----- |
| I | Boléro | Anne Fontaine | Pháp     | [ 6 ] |
| Phim được dựa tác phẩm cùng tên của nhà soạn nhạc người Pháp Maurice Ravel diễn ra vào năm 1927 khi ông được giao nhiệm vụ viết một bài nhạc táo bạo nhưng gợi cảm cho nghệ sĩ người Nga Ida Rubinstein. |        |               |          |       |

### Bức tranh điện ảnh thế giới
| Lần | Phim            | Đạo diễn       | Năm sản xuất | Quốc gia  | Nguồn |
| --- | --------------- | -------------- | ------------ | --------- | ----- |
| I   | It's Okay!      | Kim Hye-young  | 2023         | Hàn Quốc  | [ 7 ] |
| I   | Jasper Jones    | Rachel Perkins | 2017         | Australia | [ 7 ] |
| I   | Orphea in Love  | Axel Ranisch   | 2022         | Đức       | [ 7 ] |
| I   | Storm Boy       | Shawn Seet     | 2019         | Australia | [ 7 ] |
| I   | Top End Wedding | Wayne Blair    | 2019         | Australia | [ 7 ] |
| I   | UFO Sweden      | Crazy Picture  | 2022         | Na Uy     | [ 7 ] |

### Tiêu điểm đạo diễn
| Lần | Đạo diễn          | Quốc tịch | Dự án tiêu biểu                             | Nguồn |
| --- | ----------------- | --------- | ------------------------------------------- | ----- |
| I   | Kore-eda Hirokazu | Nhật Bản  | Maborosi, Kẻ trộm siêu thị, Kūki Ningyō,... | [ 8 ] |

### Thành phố Hồ Chí Minh trên màn ảnh
| Lần | Phim                  | Đạo diễn                                         | Năm sản xuất | Quốc gia | Nguồn |
| --- | --------------------- | ------------------------------------------------ | ------------ | -------- | ----- |
| I   | B4S – Trước giờ "yêu" | Linh Phan, Tùng Leo, Anh Duy Huỳnh, Michael Thai | 2024         | Việt Nam | [ 9 ] |
| I   | Đêm tối rực rỡ        | Aaron Toronto                                    | 2022         | Việt Nam | [ 9 ] |